# Elezioni parlamentari in Ucraina del 2002
Le elezioni parlamentari in Ucraina del 2002 si tennero il 31 marzo per il rinnovo della Verchovna Rada.
I 450 deputati furono eletti mediante un sistema misto: la metà dei seggi fu assegnata mediante sistema proporzionale, fra le liste che avessero superato il 4% dei voti; l'altra metà mediante sistema maggioritario, all'interno di 225 collegi uninominali.
Le elezioni consegnarono un quadro politico polarizzato: il Blocco Ucraina Nostra di Viktor Juščenko (filo-occidentale) ottenne la maggioranza relativa dei voti, affermandosi nelle regioni dell'ovest e del centro, inclusa la città di Kiev; il blocco "Per l'Ucraina Unita" di Viktor Janukovyč (filo-russo) conseguì la maggioranza relativa dei seggi, prevalendo nelle regioni orientali. Il Blocco Julija Tymošenko ottenne i suoi migliori risultati a ovest; il Partito Comunista si affermò a est, a sud e in Crimea, mentre il Partito Socialista prevalse in quelle centrali.

## Liste concorrenti
Alle elezioni presero parte 33 liste, di cui 12 blocchi elettorali. Tra questi:
- Blocco Ucraina Nostra - Viktor Juščenko[2];
- Per l'Ucraina Unita[3];
- Blocco Julija Tymošenko[4];
- Blocco Nataliya Vitrenko[5];
- Squadra Generazione Inverno[6];
- Blocco Elettorale "Unità"[7];
- Blocco DPU-DS[8];
- Blocco Elettorale "Blocco Russo"[9];
- Blocco Elettorale "ZUBR"[10].

## Risultati
| Liste | Riparto nazionale | Riparto nazionale | Riparto nazionale | Seggi collegi | Seggi totale |
| Liste | Voti              | %                 | Seggi             | Seggi collegi | Seggi totale |
| --- | ----------------- | ----------------- | ----------------- | ------------- | ------------ |
| Blocco Ucraina Nostra - Viktor Juščenko (PRP - NRU - KUN - UNP - Solidarietà - ChDS - LPU - MPU - VU - RCP) | 6.108.088         | 23,57             | 70                | 42            | 112          |
| Partito Comunista dell'Ucraina                                                                              | 5.178.074         | 19,99             | 59                | 6             | 57           |
| Per l'Ucraina Unita (PR - APU - NDP - PPPU - TU)                                                            | 3.051.056         | 11,78             | 35                | 86            | 121          |
| Blocco Julija Tymošenko (Patria - USDP - URP - UNPS)                                                        | 1.882.087         | 7,26              | 22                | -             | 22           |
| Partito Socialista d'Ucraina                                                                                | 1.780.642         | 6,87              | 20                | 2             | 22           |
| Partito Socialdemocratico d'Ucraina (Unito)                                                                 | 1.626.721         | 6,28              | 19                | 8             | 27           |
| Blocco Nataliya Vitrenko (PSPU - POU)                                                                       | 836.198           | 3,23              | -                 | -             | -            |
| Donne per il Futuro                                                                                         | 547.916           | 2,11              | -                 | -             | -            |
| Squadra Generazione Inverno (LDPU - KDP - PPV - USDP)                                                       | 525.025           | 2,03              | -                 | -             | -            |
| Partito Comunista dell'Ucraina (rinnovato)                                                                  | 362.712           | 1,40              | -                 | -             | -            |
| Partito dei Verdi d'Ucraina                                                                                 | 338.252           | 1,31              | -                 | -             | -            |
| Jabluko | 299.764           | 1,16              | -                 | -             | -            |
| Blocco Elettorale "Unità" (Unità - SDS - MU - UPS)                                                          | 282.491           | 1,09              | -                 | 4             | 4            |
| Blocco DPU - DS                                                                                             | 227.393           | 0,88              | -                 | 5             | 5            |
| Nuova Generazione d'Ucraina                                                                                 | 201.157           | 0,78              | -                 | -             | -            |
| Blocco Elettorale "Blocco Russo" (ZRJe - RUS' - Unione)                                                     | 190.839           | 0,74              | -                 | -             | -            |
| Blocco Elettorale "ZUBR" (ZPL - SzS)                                                                        | 112.259           | 0,43              | -                 | -             | -            |
| Partito Comunista degli Operai e dei Contadini                                                              | 106.904           | 0,41              | -                 | -             | -            |
| Partito Contadino d'Ucraina                                                                                 | 98.428            | 0,38              | -                 | -             | -            |
| Partito per la Riabilitazione del Popolo d'Ucraina                                                          | 91.098            | 0,35              | -                 | -             | -            |
| Partito Panucraino dei Lavoratori                                                                           | 88.842            | 0,34              | -                 | -             | -            |
| Associazione Panucraina dei Cristiani                                                                       | 75.174            | 0,29              | -                 | -             | -            |
| Partito Socialdemocratico d'Ucraina                                                                         | 68.664            | 0,27              | -                 | -             | -            |
| Altri <0,25%                                                                                                | 230.962           | 0,89              | -                 | 3             | 3            |
| Nessuna lista                                                                                               | 635.199           | 2,45              | -                 | -             | -            |
| Indipendenti                                                                                                | -                 | -                 | -                 | 66            | 66           |
| Vacanti | -                 | -                 | -                 | 3             | 3            |
| Voti non validi                                                                                             | 963.462           | 3,72              | -                 | -             | -            |
| Totale | 25.909.407        | 100               | 225               | 225           | 450          |